# Носель (Канталь)
Носе́ль (фр. Naucelles, окс. Naucèlas) — коммуна во Франции, находится в регионе Овернь. Департамент — Канталь. Входит в состав кантона Жюссак. Округ коммуны — Орийак.
Код INSEE коммуны — 15140.
Коммуна расположена приблизительно в 440 км к югу от Парижа, в 105 км юго-западнее Клермон-Феррана, в 5 км к северо-западу от Орийака.

## Население
Население коммуны на 2008 год составляло 1941 человек.
| 1962 | 1968 | 1975 | 1982 | 1990 | 1999 | 2008 |
| ---- | ---- | ---- | ---- | ---- | ---- | ---- |
| 475  | 709  | 1096 | 1211 | 1651 | 1782 | 1941 |

## Экономика
В 2007 году среди 1243 человек в трудоспособном возрасте (15—64 лет) 919 были экономически активными, 324 — неактивными (показатель активности — 73,9 %, в 1999 году было 70,7 %). Из 919 активных работали 880 человек (456 мужчин и 424 женщины), безработных было 39 (15 мужчин и 24 женщины). Среди 324 неактивных 113 человек были учениками или студентами, 135 — пенсионерами, 76 были неактивными по другим причинам.

## Города-побратимы
- Арс-ан-Ре (Франция)

## Достопримечательности
- Приходская церковь Сен-Кристоф
- Башня Носель (XI век)
- Замок Колонь (XIV век)
- Замок Монтли
- Замок Кло (XV век)